# Mýto u Tachova

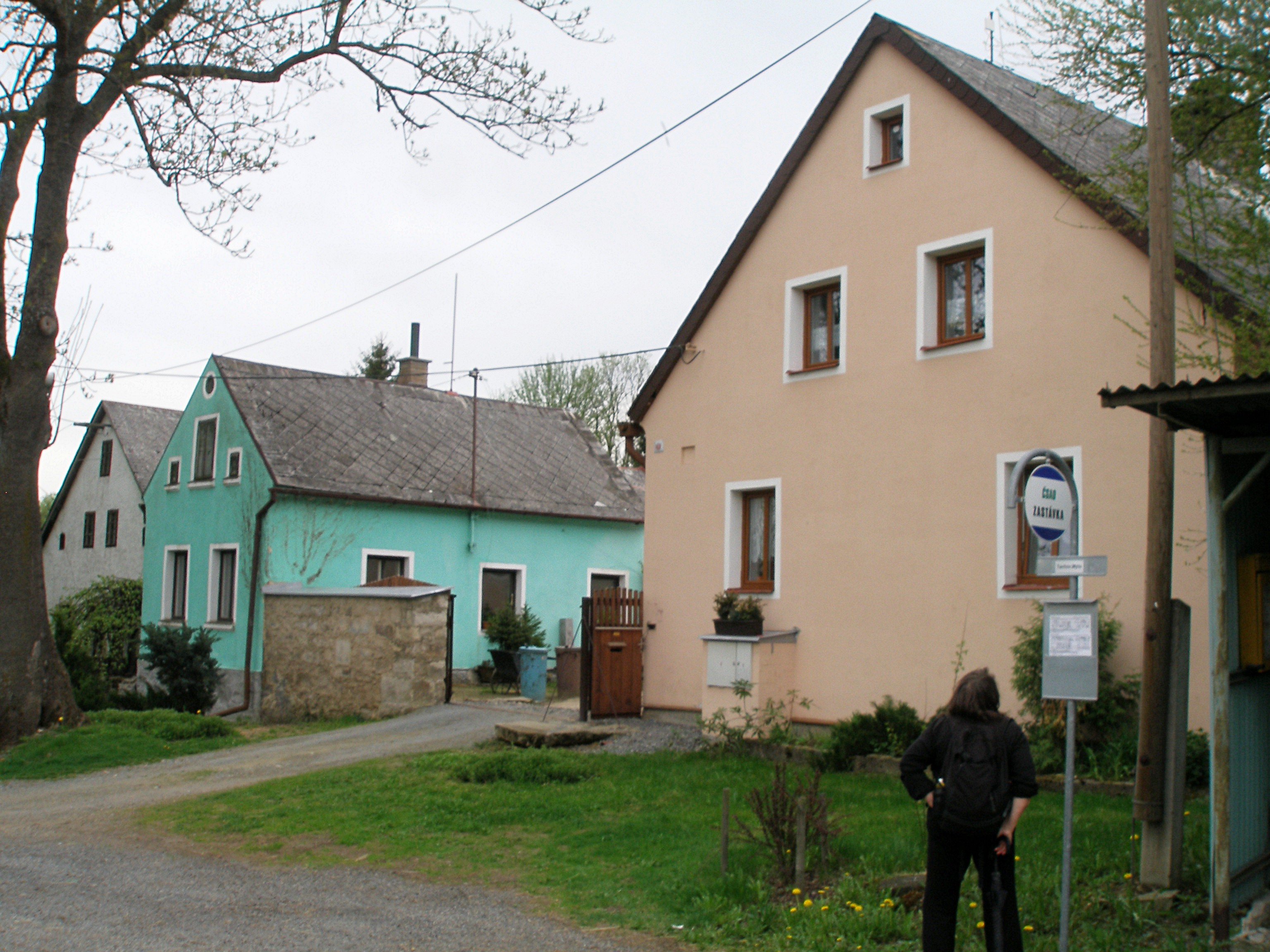
Südseite des Dorfplatzes

Mýto (deutsch Mauthdorf) ist ein Ortsteil der Stadt Tachov in Tschechien. Er liegt etwa drei Kilometer westlich vom Stadtgebiet von Tachov  im Oberpfälzer Wald (Český les). Südwestlich des Dorfes wird im Bereich der früheren Gemeinde Lučina (Sorghof) die Mies in der Talsperre Lučina angestaut.
An Mýto vorbei führt die historische „Goldene Straße“, eine alte Handelsstraße zwischen Nürnberg und Prag. Bis heute lässt sich auch im Westen von Tschechien der Verlauf dieser historischen Straße verfolgen. Aus Richtung der Stadt Bärnau in Bayern verläuft der Weg von der deutsch-tschechischen Grenze über Vorder-Paulusbrunn nach Obora an der Talsperre Lučina, vorbei an Milíře (am Brandner Hegerhaus), über Mýto (Mauthdorf) bis zum ehemaligen Schloss der Fürsten von Windisch-Grätz nach Tachov (Tachau).

## Geschichte
Im 16. Jahrhundert wird der Ort als Dorf der Herrschaft Tachau genannt; die Steuerrolle erwähnt vor dem Dreißigjährigen Krieg 2 Bauern, 3 Chalupner und 15 Gärtner (Kleinstlandwirte). Das Dorf ist aber sicher älter. Die Mauthdorfer Mühle wurde im 18. Jahrhundert erbaut. Die Zahl der Häuser stieg bis 1788 auf 29, bis vor dem Zweiten Weltkrieg stieg die Zahl der Hausnummern bis zur Nr. 54 an.
Die Seelsorge oblag der Dekanatskirche in Tachau. Ein Schulgebäude wurde 1889 errichtet. Bis 1873 gehörten zur Gemeinde auch die Ortsteile Sorghof und Steinhof.
Die Zahl der Einwohner belief sich im Jahre 1930 auf 236, im Jahre 1939 auf 220 Personen, davon wurden 24 Bauern und 17 „Häusler“ sowie drei Gasthäuser vermerkt, darunter die Gastwirtschaften von Johann Brunner (Nr. 15) und Josef Vrana am „Waffenhammer“, einem beliebten Ausflugsziel für die Tachauer Bevölkerung.
Am Ort sind interessante Gesteinsarten vorhanden, schon im 16. Jahrhundert werden Kalksteinbrüche erwähnt. Der Schotterbruch am Fuße des Vogelsbergs wurde bis 1945 vom Landkreis Tachau betrieben. Weiterhin war am Ort ein Granitbruch in Betrieb.
Nach dem Münchner Abkommen wurde der Ort dem Deutschen Reich zugeschlagen und gehörte bis 1945 zum Landkreis Tachau.
Der Zweite Weltkrieg endete für die Bevölkerung mit der Besetzung des Dorfs durch amerikanische Truppen. Im Herbst 1946 hatten alle zwangsweise ausgesiedelten Deutschen das Dorf Mauthdorf verlassen. 1991 hatte der Ort 21 Einwohner. Im Jahre 2001 bestand das Dorf aus 13 Wohnhäusern, in denen 56 Menschen lebten.
Das Dorf, weist heute etwa nur noch die Hälfte der früheren Bebauung auf. Neben dem Denkmal auf dem Dorfplatz findet man im Ortsgebiet Steinmetzarbeiten des Bildhauers Georg Böhm.